# هيلتون كلارك
هيلتون كلارك (بالإنجليزية: Hilton Clarke) هو دراج أسترالي، ولد في 3 سبتمبر 1944 في ملبورن في أستراليا.

## وصلات خارجية
- هيلتون كلارك على موقع إحصائيات الدراجات الإحترافية (الإنجليزية)
- هيلتون كلارك على موقع أوليمبيديا (الإنجليزية)
- هيلتون كلارك على موقع اتحاد ألعاب الكومنولث (مؤرشف) (الإنجليزية)